# Дуглас Гамільтон, 8-й герцог Гамільтон

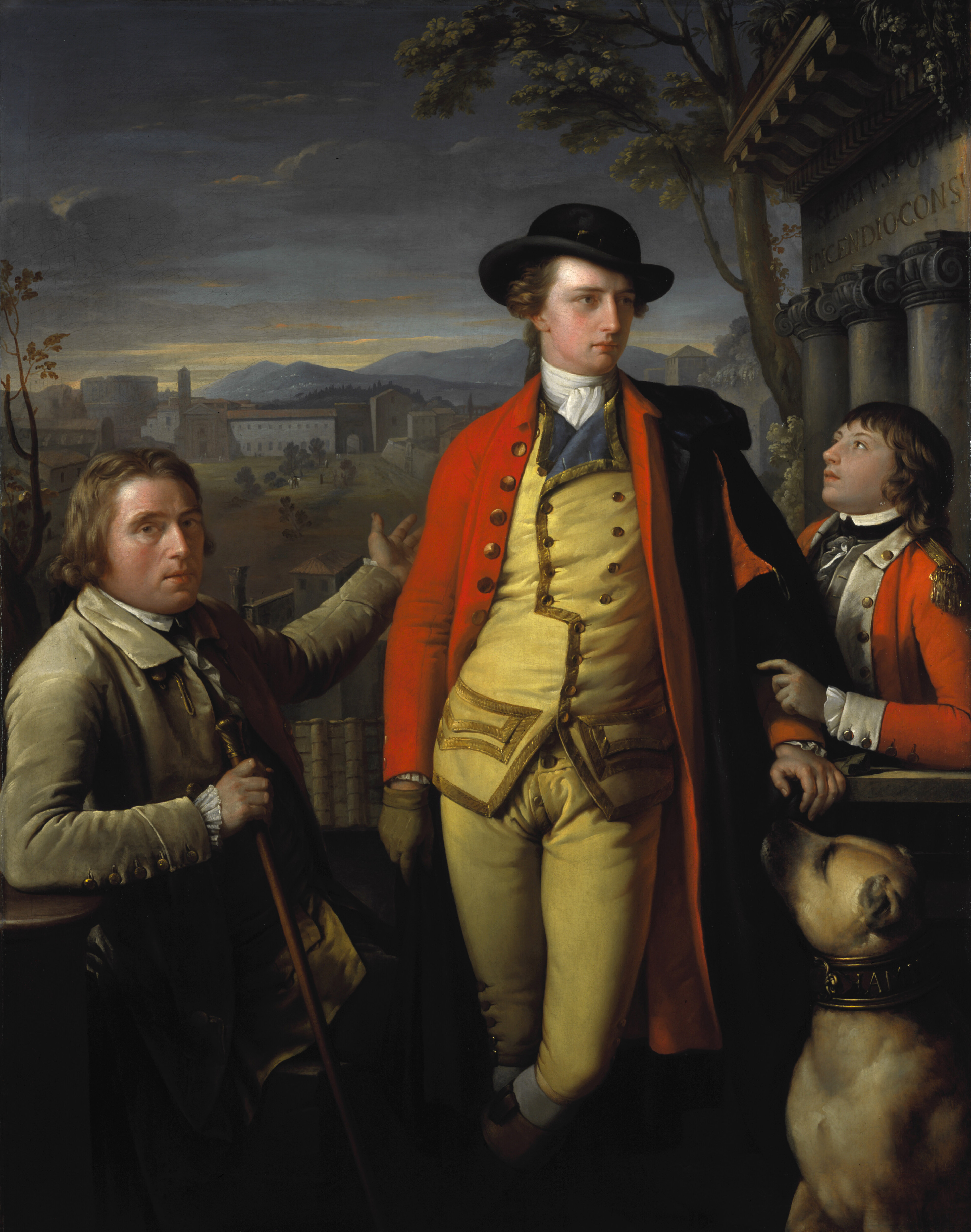
Дуглас Дуглас-Гамільтон (1756 – 1799) –VIII герцог Гамільтон з сером Джоном Муром та його сином Джоном.

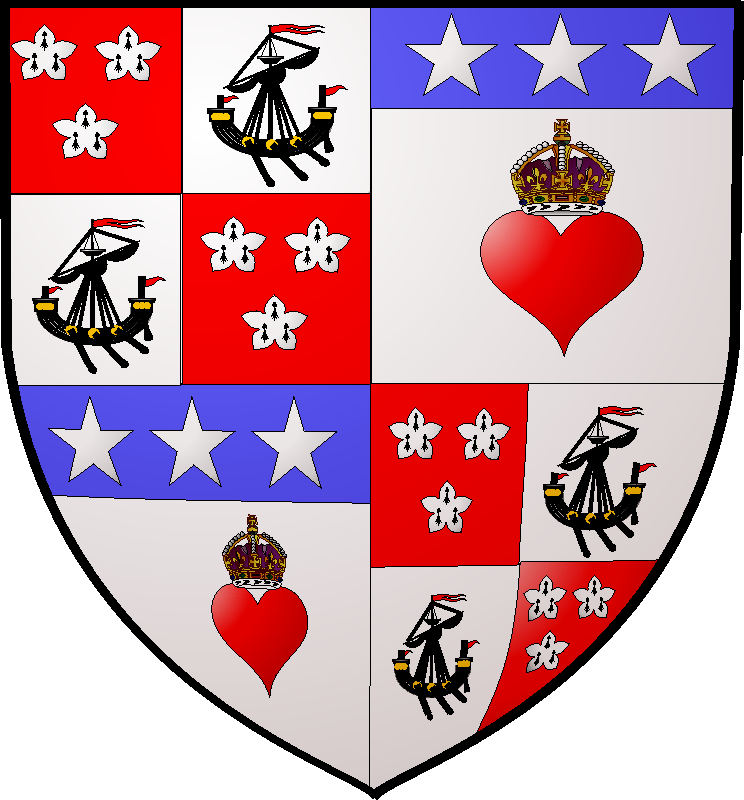
Герб герцогів Гамільтон.

Дуглас Дуглас-Гамільтон (24 липня 1756 – 2 серпня 1799) – шотландський аристократ, пер Великої Британії, VIII герцог Гамільтон, V герцог Брендон, барон Гамільтон Гамелдон, лорд-лейтенант Ланаркширу, вождь клану Гамільтон.

## Життєпис
Дуглас Дуглас-Гамільтон народився в палаці Голіруд. Він був молодшим сином Джеймса Гамільтона , VI герцога Гамільтона, ІІІ герцога Брендона та Елізабет Каннінг (1733 – 1790). 
При народженні він отримав титул маркіза Клайсдейл. Освіту отримав в Ітонському університеті в 1763 – 1767 роках. У липня 1769 року після смерті свого старшого брата Джеймса Гамільтона – VII герцога Гамільтон Дуглас успадкував титули герцогів Гамільтон та Брендон. У 1782 році він отримав місце в палаті лордів Великої Британії як шотландський пер. У 1790 році після смерті своєї матері він успадкував титул барона Гамільтон Гамелдон. У 1794 році він отримав посаду лорд-лейтенанта Ланаркширу. Він служив у Британській армії в чині полковника. 
У 1772 – 1776 роках дуглас Гамільтон проживав в континентальній Європі разом з доктором Джоном Муром та його сином сером Джоном Муром – майбутнім генералом та героєм Ла-Корун’ї. Після повернення до Шотландії 5 квітня 1778 року герцог Гамільтон, якому тоді було 21 рік одружився з Елізабет Енн Баррелл (1757 – 1837) – дочкою політика та адвоката Пітера Баррелла (1724 – 1755). Шлюб був бездітним. 
У 1794 році згідно акту парламенту після 16-річного шлюбу подружжя було розлучене. Ініціатором розлучення була герцогиня. Розлучення вона мотивувала зрадою чоловіка з Френсіс Твісден – дружиною Арчібальда Монтгомері – графа Еглінтона та сестрою Френсіс Вільєрс – графині Джерсі у 1787 році та актрисою місіс Естен у 1793 році. Граф Еглінтон розвівся зі своєю дружиною 6 лютого 1788 року на основі її зради з герцогом Гамільтоном. Після розлучення вона народила дочку – леді Сюзанну Монтгомері (1788 – 1805). Вважається, що батьком Сюзанни був герцог Гамільтон.
Після розлучення ніхто з подружжя не мав другого шлюбу. Герцог Гамільтон у 1796 році мав дочку від своєї коханки – актриси Гарріет Пай Беннет, що була відома під іменем місіс Естен. Герцогу Гамільтону приписують ще одну дитину, що народилась у 1788 році в леді Еглінтон.
Через рік після смерті свого колишнього чоловіка Елізабет Баррел другий раз вийшла заміж за Генрі Сесіла (1754 – 1804) – І маркіза Ексетера, для якого це була вже третя дружина. У них не було дітей.
У серпні 1799 року герцог Дуглас Гамільтон у віці 43 років помер у своєму палаці Гамільтон, не лишивши законних спадкоємців. Його поховали в сімейному мавзолеї в Гамільтоні (Шотландія). Титули герцогів Гамільтон та Брендон успадкував його вуйко Арчібальд Гамільтон – син Джеймса Гамільтона ,V герцога Гамільтон. Титул Барона Гамільтон перейшов до його брата – Джорджа Кемпбелла (1768 – 1839) – VI герцога Аргайл. Герцог Гамільтон заповідав своє майно позашлюбній дитині від леді Естен – Енн Дуглас-Гамільтон (1796 – 1844) – майбутній дружині (з 1820 року) Генрі Роберта Вестерна – ІІІ барона Росмора. Новий герцог Гамільтон змушений був викупити майно колишнього герцога Гамільтон. 